# Kazuya Ōshima
Kazuya Ōshima (大嶋 和也, Ōshima Kazuya), né le 30 avril 1987, est un pilote automobile japonais.

## Galerie

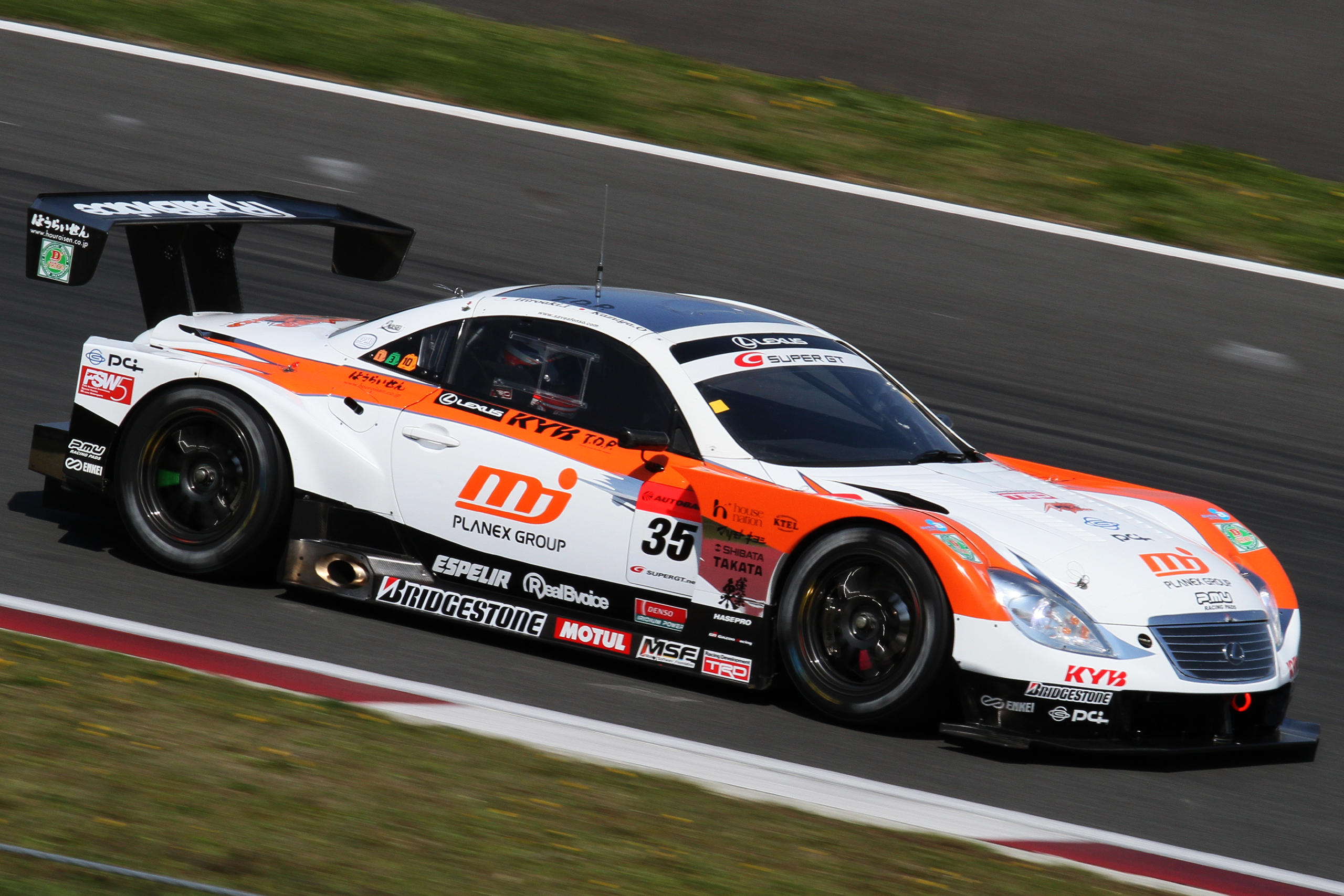
Kazuya Oshima lors des qualifications des 400 km de Fuji en 2010
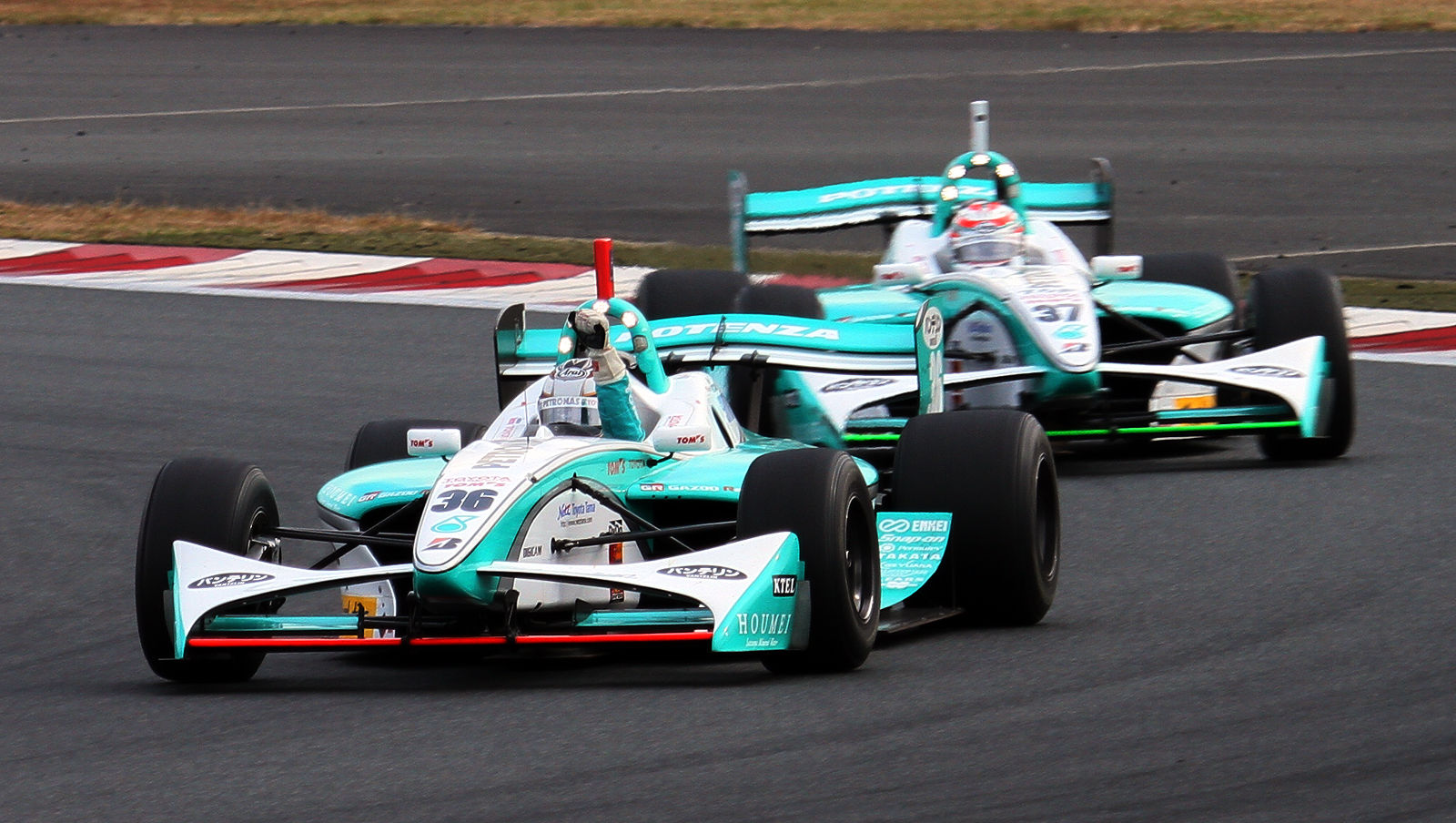
Kazuya Oshima fêtant un doublé en Formule Nippon en 2010
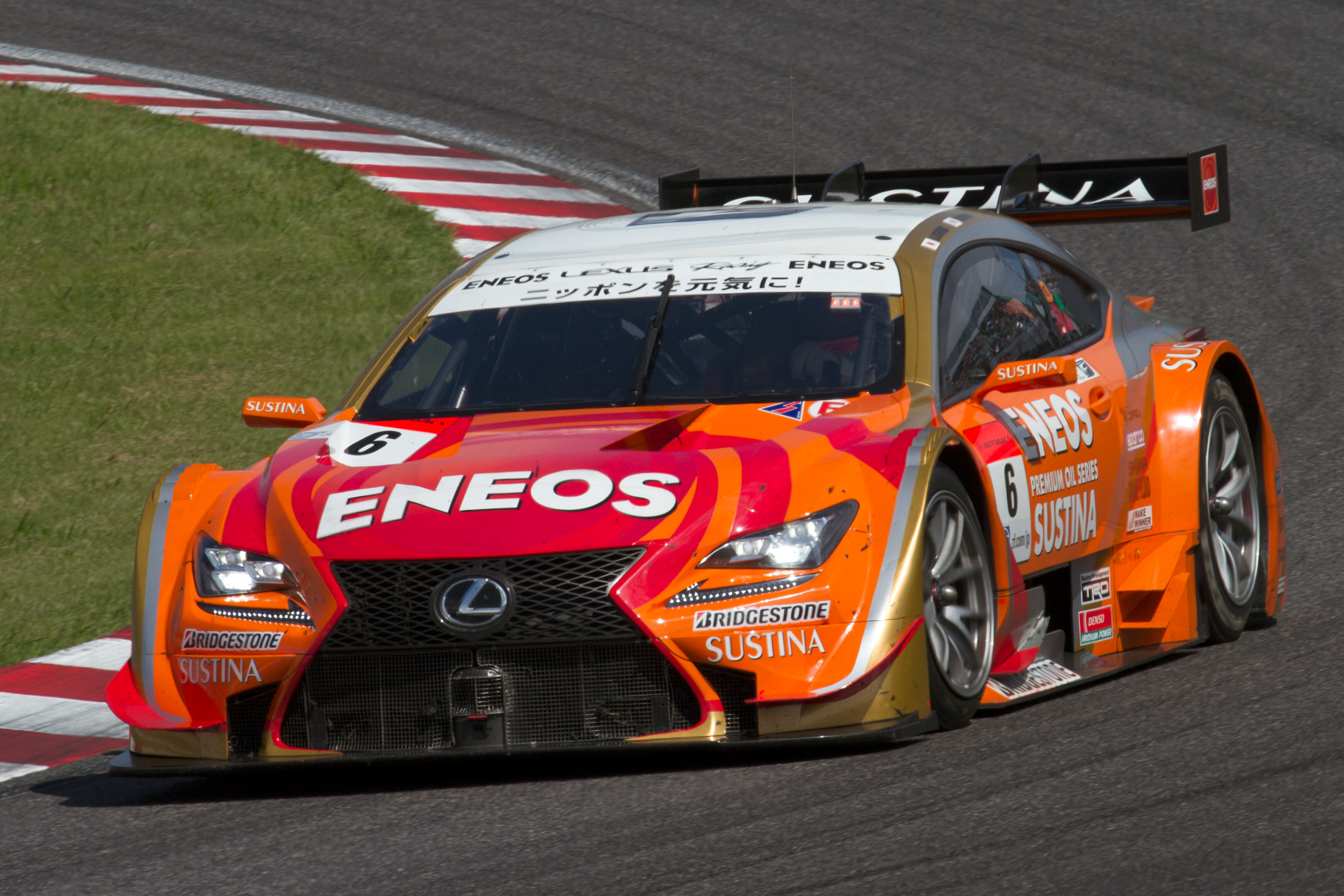
Kazuya Oshima lors de la course de Super GT à Suzuka en 2014
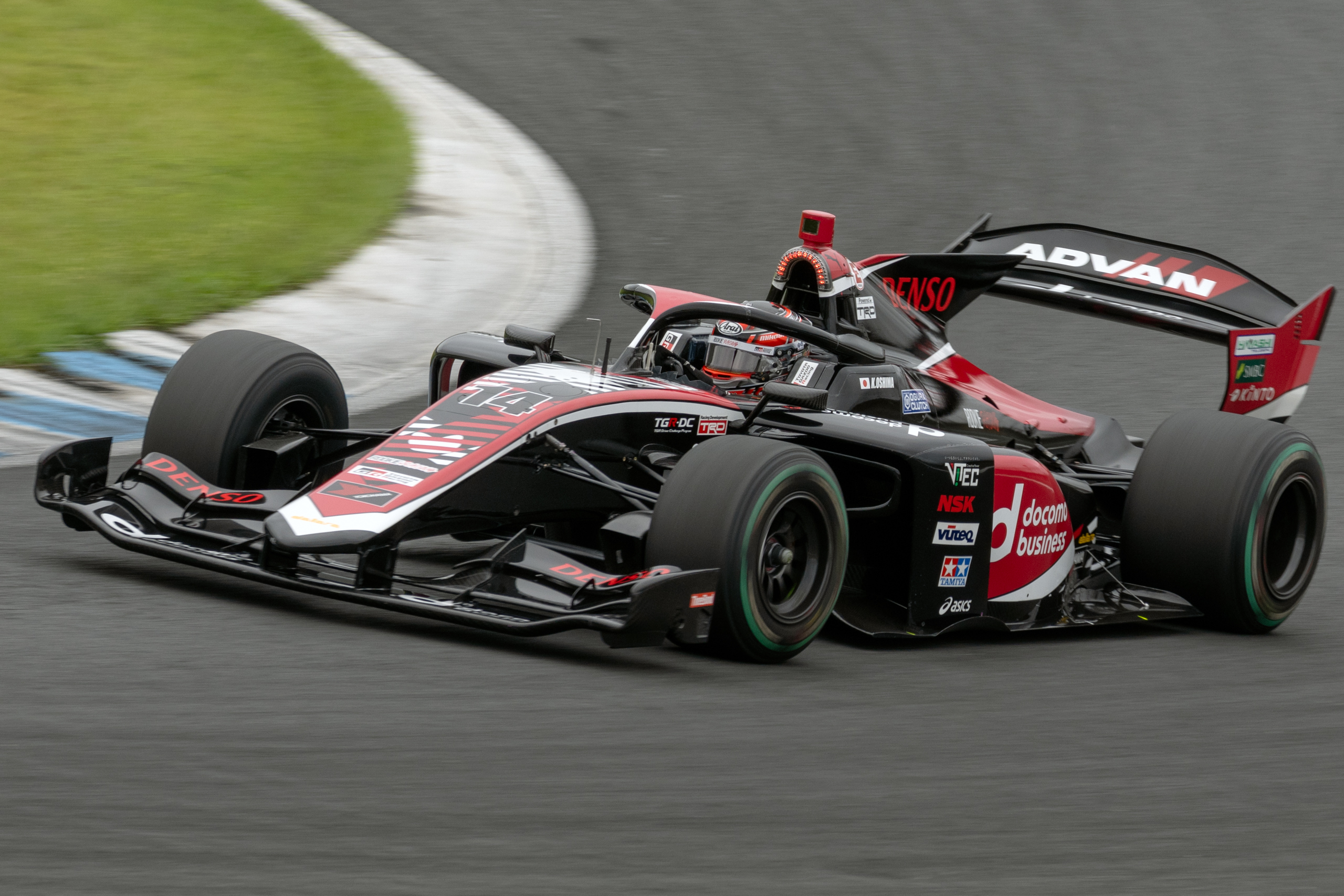
Kazuya Oshima en Super Formula sur le circuit de Motegi en 2024

## Carrière

### Résultats en monoplace
| Saison | Compétition                       | Équipe           | Courses | Victoires | Pole Positions | Meilleurs tours | Podiums | Points | Classement |
| ------ | --------------------------------- | ---------------- | ------- | --------- | -------------- | --------------- | ------- | ------ | ---------- |
| 2005   | Formule Renault Asian Challenge   | Asia Racing Team | 1       | 0         | 0              | 0               | 1       | 0      | non classé |
| 2005   | Formula Toyota Racing Series      | TDP Scholarship  | 9       | 3         | 2              | 2               | 9       | 155    | Champion   |
| 2006   | Championnat du Japon de Formule 3 | TOM'S            | 18      | 3         | 5              | 5               | 8       | 185    | 2e         |
| 2006   | Grand Prix de Macao               | TOM'S            | 1       | 0         | 0              | 0               | 0       | N/A    | 7e         |
| 2007   | Championnat du Japon de Formule 3 | TOM'S            | 20      | 6         | 8              | 10              | 14      | 262    | Champion   |
| 2007   | Grand Prix de Macao               | TOM'S            | 1       | 0         | 0              | 0               | 1       | N/A    | 3e         |
| 2008   | Formule 3 Euro Series             | Manor Motorsport | 20      | 1         | 0              | 0               | 1       | 7      | 19e        |
| 2008   | Masters de Formule 3              | Manor Motorsport | 1       | 0         | 0              | 0               | 0       | N/A    | 20e        |
| 2008   | Grand Prix de Macao               | Manor Motorsport | 1       | 0         | 0              | 0               | 0       | N/A    | 16e        |

### Résultats depuis 2006
- 2006 : 
  - Super GT catégorie GT300 : 15e, (deux victoires)
- 2007 : 
  - Super GT catégorie GT300 : Champion, (deux victoires)
- 2008 : 
  - Super GT catégorie GT300 : 22e, (une course)
- 2009 : 
  - Formule Nippon : 9e
  - Super GT catégorie GT500 : 9e, (une victoire)
- 2010 : 
  - Formule Nippon : 6e, (une victoire)
  - Super GT catégorie GT500 : 6e, (une victoire)
- 2011 : 
  - Formule Nippon : 5e
  - Super GT catégorie GT500 : 11e
- 2012 : 
  - Formule Nippon : 7e
  - Super GT catégorie GT500 : 10e, (une victoire)
- 2013 : 
  - Super GT catégorie GT500 : 5e, (une victoire)
- 2014 : 
  - Super GT catégorie GT500 : 7e
- 2015 : 
  - Super GT catégorie GT500 : 9e
  - Super Formula : 20e, (une course)
- 2016 : 
  - Super GT catégorie GT500 : 2e
- 2017 : 
  - Super Formula : 12e
  - Super GT catégorie GT500 : 3e
- 2018 : 
  - Super Formula : 12e
  - Super GT catégorie GT500 : 10e
- 2019 : 
  - Super Formula : 14e
  - Super GT catégorie GT500 : Champion, (deux victoires)
- 2020 : 
  - Super Formula : 19e
  - Super GT catégorie GT500 : 7e
- 2021 : 
  - Super Formula : 19e
  - Super GT catégorie GT500 : 5e, (une victoire)
- 2022 : 
  - Super Formula : 21e
  - Super GT catégorie GT500 : 5e, (une victoire)
- 2023 : 
  - Super Formula : 14e
  - Super GT catégorie GT500 : 7e
- 2024 : 
  - Super Formula : 19e
  - Super GT catégorie GT500 : 11e